# Porphyrinia chalybea
Porphyrinia chalybea är en fjärilsart som beskrevs av Swinhoe 1884. Porphyrinia chalybea ingår i släktet Porphyrinia och familjen nattflyn. Inga underarter finns listade i Catalogue of Life.